# 小行星7118
小行星7118（英語：7118 Kuklov）是一颗围绕太阳公转的小行星。1988年11月4日，安東寧·姆爾科斯在克列特发现了此天体。
这颗小行星的绝对星等为279.13028等。